# Larmes de reine
Pour plus de détails, voir Fiche technique et Distribution.
Larmes de reine, ou Les Larmes de la reine (Her Love Story) est un film américain réalisé par Allan Dwan, sorti en 1924. 

## Fiche technique
- Titre : Larmes de reine
- Titre original : Her Love Story
- Réalisation : Allan Dwan
- Scénario : Frank Tuttle d'après l'histoire Her Majesty, the Queen de Mary Roberts Rinehart
- Producteur : Allan Dwan
- Société de production : Famous Players-Lasky Corporation
- Distribution : Paramount Pictures
- Photographie : George Webber
- Pays de production : États-Unis
- Format : Noir et blanc - 35 mm - 1,33:1 - film muet
- Genre : Drame et romance
- Durée : 70 minutes
- Dates de sortie :
  - États-Unis : 6 octobre 1924
  - France : 4 août 1925 [2]

## Distribution
- Gloria Swanson : princesse Marie
- Ian Keith : capitaine Kavor
- George Fawcett : archiduc
- Echlin Gayer : Le roi
- Mario Majeroni : Premier ministre
- Sidney Herbert : conseiller de l'archiduc
- Donald Hall : médecin de la cour
- Baroness DeHedeman : dame d'honneur
- Jane Auburn : Clothilde
- Bert Wales : Garçon
- General Lodijensky : ministre de la Guerre